# Pierson (Florida)
Pierson is een plaats (town) in de Amerikaanse staat Florida, en valt bestuurlijk gezien onder Volusia County.

## Demografie
Bij de volkstelling in 2000 werd het aantal inwoners vastgesteld op 2596.
In 2006 is het aantal inwoners door het United States Census Bureau geschat op 2589, een daling van 7 (-0.3%).

## Geografie
Volgens het United States Census Bureau beslaat de plaats een oppervlakte van
22,7 km², waarvan 21,1 km² land en 1,6 km² water. Pierson ligt op ongeveer 14 m boven zeeniveau.

## Plaatsen in de nabije omgeving
De onderstaande figuur toont nabijgelegen plaatsen in een straal van 32 km rond Pierson.